# Kompilační album
Kompilační album je nepůvodní hudební dílo, sestavené z úryvků nebo myšlenek jiných děl, případně autorů. Pokud si je autor kompilace přivlastní, jedná se o plagiát.
V současném užití nejčastěji album, zvukový nosič (hudební nebo s mluveným slovem), který obsahuje nahrávky jednoho nebo více umělců vybraných z více zdrojů (jako jsou studiová alba, koncertní nahrávky, singly, demonahrávky a jiné výběry). Nahrávky mají společnou charakteristiku jako například jejich úspěšnost, zdroj, žánr, či jiná společná témata. Když je interpretem jeden umělec, zpravidla jde o retrospektivní charakter alba.

## Hlavní typy kompilačních alb
Kompilační alba vznikají obvykle některým z dále uvedených postupů nebo z uvedených příčin:
- výběr z děl jednoho umělce (např. tzv. „Greatest Hits“ nebo „Best Of“),
- kompilace skladeb z „B“ stran singlů, nebo skladeb, které nevyšly na albech, jako jsou některé sólové singly, nahrávky z rádií, případně jiné verze nahrávek známých skladeb,
- box sety, sady sbírek více vydaných alb, případně celé diskografie skupiny, či žánru s doprovodnými texty či obrázky v speciálních přebalech,
- kompilace nahrávek od více umělců na určité téma: vánoční písně, písně o lásce, nahrávky, zaměřené na určitý hudební nástroj (saxofon, klavír...), a jiné,
- žánrově příbuzné kompilace nahrávek (jazz, rock, synthpop...), které se mohou vázat na určité období (rok, desetiletí, doba...),
- kompilace hitů různých interpretů. Od začátku 70. let je to jeden z komerčně nejúspěšnějších způsobů prodeje populárních hitů,
- prezentační (promo) kompilace / samplery: úspěšné a cenově velmi dostupné hudební nosiče, jejichž hlavní úlohou je na potenciálním trhu představit umělcovu tvorbu,
- kompilace soukromých nahrávek, které slouží k prezentaci umělce pro hudební vydavatelství, případně pro benefiční neziskové akce,
- komerční kompilace nahrávek, určené jako prezentace v hudebním průmyslu v komunikaci s hudebními redakcemi, či režiséry v médiích (TV, film, video, počítačové hry, dabing, rozhlas...),
- kompilace nahrávek (zvuků, instrumentálnách zvuků, hlasů...) pro hudební smyčky používané při výrobě finálních skladeb v rozličných žánrech od reggae, dancehall, přes různé současné proudy populární hudby.